# Lignac
Lignac település Franciaországban, Indre megyében. Lakosainak száma 459 fő (2022. január 1.). Lignac Bélâbre, Chaillac, Chalais, Dunet, Prissac, Tilly, Coulonges-les-Hérolles, Liglet és Thollet községekkel határos.

## Népesség
A település népességének változása:
| Lakosok száma | 992  | 706  | 614  | 572  | 538  | 487  | 459  | 449  | 452  | 459  |
|               | 1968 | 1982 | 1990 | 2006 | 2013 | 2015 | 2017 | 2019 | 2020 | 2022 |